# Asami Imai
Asami Imai (今井 麻美 Imai Asami?,  Tokio, Japón, 16 de mayo de 1977) es una actriz de voz y cantante japonesa, afiliada a Early Wing. Nació en Tokio, aunque luego se trasladó a Tokuyama (ahora parte de Shūnan), Yamaguchi. Algunos de sus roles más destacados incluyen el de Chihaya Kisaragi en The Idolmaster, Kurisu Makise en Steins;Gate, Tsubaki Yayoi en BlazBlue, Ikaruga en Senran Kagura y Noire/Black Heart en Hyperdimension Neptunia.
Debutó como seiyū en 1999 y como cantante en 2009, con el sencillo "Day by Day / Shining Blue Rain" bajo la discográfica 5pb. Records. Junto con Eri Kitamura, formó el grupo ARTERY VEIN, también bajo 5pb..

## Filmografía
Los papeles principales están en negrita

### Anime
| Año      | Serie                                            | Personaje                                   |
| -------- | ------------------------------------------------ | ------------------------------------------- |
| TV Anime |                                                  |                                             |
| 2000     | Ginsokiko Ordian                                 | Nao Kozuki                                  |
| 2001     | Comic Party                                      | Chica (ep 13)                               |
| 2001     | Figure 17                                        | Nanami Nakajima                             |
| 2001     | Galaxy Angel                                     | Chico B (ep 5)                              |
| 2001     | Hikaru no Go                                     | Estudiante graduada                         |
| 2001     | Kokoro Toshokan                                  | Librera                                     |
| 2001     | Mahoromatic                                      | Ando; Empleada del restaurante chino (ep 9) |
| 2001     | Offside                                          | Fio Mastroianni                             |
| 2001     | PaRappa the Rapper                               | Niña (ep 25)                                |
| 2001     | Prétear                                          | Eiko (ep 1)                                 |
| 2001     | Steel Angel Kurumi                               | Estudiante; Empleada                        |
| 2002     | Samurai Deeper Kyo                               | Pequeño Kotarou                             |
| 2002     | Pita Ten                                         | Ken (ep 24)                                 |
| 2002     | Inuyasha                                         | Florista (ep 90)                            |
| 2003     | GetBackers                                       | Enfermera (ep 39)                           |
| 2004     | Desert Punk                                      | Chicas                                      |
| 2004     | Hanaukyo Maid-tai: La Verite                     | Visitante del Comiket (ep 5)                |
| 2008     | Jigoku Shōjo                                     | Momota Masako (ep 3)                        |
| 2008     | Soul Eater                                       | Maka Albarn                                 |
| 2009     | Fight Ippatsu! Jūden-chan!!                      | Bloody Celica                               |
| 2009     | Koihime Musō                                     | Kakuka Hōkō                                 |
| 2009     | Needless                                         | Solva                                       |
| 2010     | Kiss×sis                                         | Yūzuki Kiryū                                |
| 2010     | Shukufuku no Campanella                          | Chelsea Arcot                               |
| 2010     | Yumeiro Patissiere                               | Gabrielle (ep 60)                           |
| 2011     | Sekaiichi Hatsukoi                               | Encargada (ep 11)                           |
| 2011     | Sengoku Paradise                                 | Kobayakawa Hideaki                          |
| 2011     | Steins;Gate                                      | Kurisu Makise                               |
| 2011     | THE iDOLM@STER                                   | Chihaya Kisaragi                            |
| 2012     | Koi to Senkyo to Chocolate                       | Michiru Morishita                           |
| 2012     | Sengoku Collection                               | Kojūrō Katakura                             |
| 2013     | Senran Kagura                                    | Ikaruga                                     |
| 2013     | Corpse Party: Tortured Souls                     | Ayumi Shinozaki                             |
| 2013     | Hyperdimension Neptunia                          | Noire/Black Heart                           |
| OVAs     |                                                  |                                             |
| 1999     | Saiyuki                                          | Chica del bar                               |
| 2007     | Strait Jacket                                    | Rachel Hammond                              |
| 2008     | THE iDOLM@STER: Live For You! Original Anime DVD | Chihaya Kisaragi                            |
| 2010     | Kuttsukiboshi                                    | Kiiko Kawakami                              |
| 2010     | Megane na Kanojo                                 | Aya Ichinohe                                |
| 2011     | Shukufuku no Campanella OVA                      | Chelsea Arcot                               |
| 2012     | Corpse Party: Missing Footage                    | Ayumi Shinozaki                             |
| 2013     | Hyperdimension Neptunia                          | Noire/Black Heart                           |

| Año       | Personaje                    | Título                                                 |
| --------- | ---------------------------- | ------------------------------------------------------ |
| 2020      | Bruja                        | Registro de criaturas fantásticas                      |
| 2018      | Kurisu Makise                | Steins;Gate 0                                          |
| 2018      | Amadeus Kurisu               | Steins;Gate 0                                          |
| 2014-2015 | Mayu                         | Noragami                                               |
| 2014-2015 | Dueña de la taberna de Oliva | Noragami                                               |
| 2014-2016 | Aoi Anami                    | Locodol: El divertido mundo de las Idols locales (OVA) |
| 2014      | Aoi Anami                    | Locodol: El divertido mundo de las Idols locales       |
| 2012-2018 | Kurisu Makise                | Steins;Gate (OVA)                                      |

### Videojuegos
| Lista de roles interpretados |
| --- |
| - Arknights - Lappland - Atelier Totori: Alchemist of Arland 2 - Cecilia - Avalon Code - Silphy - BlazBlue - Tsubaki Yayoi - BlazBlue: Calamity Trigger (PS3, XBOX360 y Windows) - BlazBlue: Continuum Shift - BlazBlue: Continuum Shift II - BlazBlue: Continuum Shift Extend - BlazBlue: Chrono Phantasma - BlazBlue: Chrono Phantasma Extend - BlazBlue: Central Fiction - Corpse Party - Ayumi Shinozaki - Corpse Party: Blood Covered - Repeated Fear - Corpse Party: Book of Shadows - CV: Casting Voice - Reiko Sagisu - Disgaea 4: A Promise Unforgotten - Emizel - Ever 17: The Out of Infinity (Interpretación del OP/ED de la versión de PSP) - Girls' Frontline - PSG-1 y Welrod MkII - Gothic wa Mahou Otome - Ikaruga - Hakuisei Renai Shokogun - Sayuri Sakai - Hyperdimension Neptunia - Noire (Black Heart) - Hyperdimension Neptunia - Hyperdimension Neptunia mk2 - Hyperdimension Neptunia Victory - Hyperdimension Neptunia Victory II - Hyperdimension Neptunia Re;Birth1 - Hyperdimension Neptunia Re;Birth2 - Hyperdimension Neptunia Re;Birth3 - Hyperdimension Neptunia PP - Hyperdimension Neptunia Action U - Hyperdevotion Noire: Goddess Black Heart - Kandagawa Jet Girls - Ikaruga - Kurohyō: Ryū ga Gotoku Shinshō - Chiaki Hyuga - L@ve once - Utsuri Toudou - Luminous Arc 2 - Fatima - Luminous Arc 3 - Fatima, Syvil - Neptunia x Senran Kagura: Ninja Wars - Noire (Black Heart) - No Fate! Only the Power of Will - Mutsuki, Interpretación del tema de cierre "The Miracle of Aqua" - Puchitto Rock Shooter - Gran Alien Puchitto - Senran Kagura - Ikaruga - Senran Kagura: Shōjo-tachi no Shinei - Senran Kagura Burst - Senran Kagura: Shinovi Versus - Senran Kagura: Bon Appetit - Senran Kagura 2: Deep Crimson - Senran Kagura: Estival Versus - Senran Kagura: Peach Beach Splash - Shinobi Master Senran Kagura: New Link - Senran Kagura Burst Re:Newal - Shukufuku no Campanella Portable - Chelsea Arcot - Puyo Puyo 7 Ringo Andou - Puyo Puyo!! 20th Anniversary Ringo Andou - Puyo Puyo!! Quest Ringo Andou - Puyo Puyo Tetris Ringo Andou - Solfeggio - Mari Amano - Solfeggio 〜Overture〜 - Solfeggio 〜Sweet harmony〜 - Solfeggio 〜La finale〜 - Steins;Gate - Makise Kurisu - Steins;Gate - Steins;Gate: Hiyoku Renri no Darling - THE iDOLM@STER - Chihaya Kisaragi - THE iDOLM@STER (Arcade) - THE iDOLM@STER (Xbox 360) - THE iDOLM@STER LIVE FOR YOU! - THE iDOLM@STER SP Missing Moon - THE iDOLM@STER Dearly Stars - THE iDOLM@STER 2 - Valkyrie Drive Bhikkhuni "Director" |

### CD
| Lista de roles interpretados |
| --- |
| - BlazBlue - Tsubaki Yayoi - BLAZBLUE SONG ACCORD #1 with CONTINUUM SHIFT - BLAZBLUE Drama CD "Blue Drama Rebel Two" - BLAZBLUE Drama CD "THE WHEEL OF FORTUNE" - BLAZBLUE SONG ACCORD #2 with CONTINUUM SHIFT II - DG-10 - VCO - DG-10' - LOVE SYNTHESIZER! - GOLDEN SYNTHESIZER! - GREEN SYNTHESIZER! - Disgaea 4: A Promise Unforgotten Drama CD - Imai Asami no Singer Song Gamer Bonus Stage - Imai Asami no Singer Song Gamer Okinawa Stage - Imai Asami's "The Restaurant of Many Ordes" CD - Kiss×sis - Yūzuki Kiryū - Kiss×sis Drama CD Vol.1 - Vol.2 - Character Song & Soundtrack - Endless Kiss - Metal Slader Glory Drama CD - Yayoi Kisaragi - "Nadeshiko Club", Drama CD - Asuka Nakanishi - Needless: Character Song Album: Character Love Mission - Solva - "No Fate! Only the Power of Will" Chotto Chaos na Tokuten CD - Tema de cierre "The Miracle of Aqua" - Arreglos "Soukyuu No Tsuki" - Nyan Koi! Character Song Neko Neko Ondo - Puyo Puyo no Uta (Tema principal de Puyo Puyo 7) - "Shiruba", Drama CD - Nanami Kitami - Shukufuku no Campanella - Chelsea Arcot - Character Song Album "coccarda" - 〜Kuran Oasis e Youkoso!〜 Radio CD "caramella" - Steins;Gate - Kurisu Makise - Steins;Gate Original Soundtrack+Radio CD - Steins;Gate Radio Future Gadget Radio Station Comiket Special Episode - Steins;Gate Drama CD α Divergence 0.571046% "Aishin Meizu no Babel" - Steins;Gate Drama CD γ Divergence 2.615074% "Ankoku Jigen no Hyde" - Steins;Gate Comic 1 Drama CD, Edición Limitada - Steins;Gate Radio CD Future Gadget Radio Station Comiket 78 Special Episode - Steins;Gate Audio Series Laboratory Member 004 Kurisu Makise - Taiko no Tatsujin Original Soundtrack 2008 - "Tanakuma", Drama CD - Sukyamin - THE iDOLM@STER - Chihaya Kisaragi - THE iDOLM@STER Drama CD Scene. 01 - 06 - THE iDOLM@STER Drama CD NEW STAGE 01 - 03 - THE iDOLM@STER MASTERPIECE 02, 04 y 05 - THE iDOLM@STER MASTERWORK 00 y 02 - THE iDOLM@STER RADIO ~Songstress Paradise~ - THE iDOLM@STER RADIO TOP×TOP! - THE iDOLM@STER RADIO VOCAL MASTER - THE iDOLM@STER RADIO COLORFUL MEMORIES - THE iDOLM@STER RADIO Kadoujou - THE iDOLM@STER RADIO LONG TIME - THE iDOLM@STER STATION!!! FIRST TRAVEL - THE iDOLM@STER STATION!!! SECOND TRAVEL 〜Seaside Date〜 - THE iDOLM@STER STATION!!! THIRD TRAVEL WANTED!!! - THE iDOLM@STER YOUR SONG - THE iDOLM@STER Birthday Commemoration Project Vol. 2: Chihaya Kisaragi Single "Gratitude" - THE iDOLM@STER Master Artist 05 Chihaya Kisaragi, 06 Ami & Mami Futami y FINALE 765 Pro ALLSTARS - THE iDOLM@STER Christmas for you! - THE iDOLM@STER MASTER LIVE 00, 02, 04 y ENCORE - THE iDOLM@STER BEST ALBUM 〜MASTER OF MASTER〜 - THE iDOLM@STER SP MASTER SPECIAL 765 “Colorful Days” - THE iDOLM@STER SP MASTER SPECIAL 961 “Over Master” Edición Limitada - THE iDOLM@STER MASTER SPECIAL 03 - Famison 8BIT☆iDOLM@STER 05 Chihaya Kisaragi / Iori Minase - iDOLM@STER relations Edición Limitada Special Drama CD "Showdown! Idol Fight Club" - DJCD Radio de iM@SHOW! Vol.1 - Vol.5 - DJCD THE iDOLM@STER Radio For You! Vol.0 - Vol.2 - DJCD SP THE iDOLM@STER Radio For You! Engagement Gift ~you-i know~ - DJCD EXTRA THE iDOLM@STER Radio For You! KOTORIMIX - DJCD SP THE iDOLM@STER Radio For You! ~Radio For Yui (you-i)~ - THE iDOLM@STER Break! 2nd KC PREMIUM Ver. SPECIAL CD - DJCD Radio de iM@STAR☆ SP01 - THE iDOLM@STER Vocal Collection 01 - 02 - THE IDOLM@STER MASTER ARTIST 2 -FIRST SEASON- 05 Chihaya Kisaragi, 04 Makoto Kikuchi y 06 Takane Shijou - THE iDOLM@STER 2 The world is all one !! - Drama CD Puchimasu! -PETIT IDOLM@STER- 1 - "Time Lag", Drama CD - Pequeño Shiro - Toranoana Radio Section 〜Tora-Radi〜 - Chie - Tora-Radi CD Starter Edition - Tora-Radi Vocal CD 01 〜Heroine's morning／Mirai (Ashita) no Kimi ni〜 - Tsukineko - Madoka - Tsukineko, Tsukineko 2 y Tsukineko 2.5 - Tsukineko Fan Disc vol.1 - Audio Book "In The Pool" - Voice Love Letter "The Forbidden Game" - Weiß Kreuz Wish A Dream Collection III~THE ORCHID under THE SUN~ |

### Radio
| Programa                                                 | Emisora                              | Fecha de emisión                                               | Fecha de emisión                             |
| Programa                                                 | Emisora                              | Inicio                                                         | Fin                                          |
| -------------------------------------------------------- | ------------------------------------ | -------------------------------------------------------------- | -------------------------------------------- |
| Radio terrestre                                          |                                      |                                                                |                                              |
| Tomokazu Miki no Radio Big Bang                          | Nippon Cultural Broadcasting         | -                                                              | -                                            |
| VOICE CREW                                               | FMNACK5                              | 6 de abril de 2003                                             | 28 de septiembre de 2003                     |
| Imai Asami no Music Jam                                  | Radio Nippon                         | -                                                              | -                                            |
| THE iDOLM@STER RADIO                                     | Osaka Broadcasting Corporation       | 9 de abril de 2006                                             | 26 de julio de 2009                          |
| THE iDOLM@STER STATION!!!                                | Osaka Broadcasting Corporation       | 2 de agosto de 2009                                            | 3 de abril de 2011                           |
| Radio por internet                                       |                                      |                                                                |                                              |
| Seiyuu Seikatsu Koujou Iinkai mini 2                     | AII                                  | Febrero de 2006                                                | Abril de 2006                                |
| Radio de iM@SHOW                                         | Animate TV                           | 27 de abril de 2006                                            | 25 de octubre de 2007                        |
| iDOLM@STER Radio For You!                                | Animate TV                           | 28 de noviembre de 2007                                        | 24 de septiembre de 2008                     |
| Luminous Arc's Secret of Association                     | Sitio oficial de Luminous Arc 2      | Noviembre de 2007                                              | Enero de 2008                                |
| Luminous Arc's HIME2 Association                         | Sitio oficial de Luminous Arc 2      | Enero de 2008                                                  | Mayo de 2008                                 |
| Imai Asami no Singer Song Gamer                          | Sitio oficial de Famitsu             | 4 de abril de 2009                                             | -                                            |
| BlazBlue Official Web Radio "Blue Radi"                  | Nico Nico Douga                      | 9 de abril de 2009 10 de diciembre de 2009 11 de marzo de 2010 | 17 de septiembre de 2009 25 de abril de 2010 |
| DL Radio                                                 | Koe Gura Web                         | 22 de julio de 2009                                            | 30 de diciembre de 2009                      |
| Steins;Gate Radio Future Gadget Radio Station            | HiBiKi Radio Station Nico Nico Douga | 11 de septiembre de 2009 13 de abril de 2011                   | 30 de octubre de 2010 -                      |
| Toranoana Radio Section 〜Tora-Radi〜                    | Sitio oficial de Comic Toranoana     | 27 de noviembre de 2009                                        | 29 de julio de 2011                          |
| Imai Asami & Kitamura Eri no RADIO Corpse Party!         | HiBiKi Radio Station                 | 16 de abril de 2010                                            | 13 de agosto de 2010                         |
| BlazBlue Official Web Radio "Continued Blue Radi"        | Nico Nico Douga                      | 3 de junio de 2010                                             | 9 de diciembre de 2010                       |
| Radio "Shukufuku no Campanella"〜Gran Oasis e Youkoso!〜 | Lantis Web Radio                     | 1 de julio de 2010                                             | 7 de octubre de 2010                         |
| Disgaea 4×Japan RADIO                                    | HiBiKi Radio Station                 | 27 de octubre de 2010                                          | -                                            |
| Aima Studios                                             | HiBiKi Radio Station                 | 8 de abril de 2011                                             | -                                            |
| ARTERY VEIN no Shou Heya                                 | HiBiKi Radio Station                 | 13 de mayo de 2011                                             | 9 de septiembre de 2011                      |

## Discografía

### Sencillos
|   | Fecha de salida       | Título                                               | Canciones | Identificación                                                    |
| - | --------------------- | ---------------------------------------------------- | --- | ----------------------------------------------------------------- |
| 1 | 22 de abril de 2009   | Day by Day/Shining Blue Rain                         | 1. Day by Day - Tema de cierre del juego de Nintendo DS "Kemeko Deluxe!DS 〜 Yome to Meka to Otoko to On'na〜" 2. Shining Blue Rain 3. Day by Day (off vocal) 4. Shining Blue Rain (off vocal) | VGCD-1038                                                         |
| 2 | 21 de octubre de 2009 | Strawberry 〜Amaku Setsunai Namida〜/Kissing a dream | 1. Strawberry 〜Amaku Setsunai Namida〜 - Tema de cierre del anime "Nyan Koi!" 2. Kissing a dream - Tema principal del juego de PSP "Taishō Yakyū Musume. 〜Otome Tachi no Seishun Nikki〜" 3. Strawberry 〜Amaku Setsunai Namida〜 (off vocal) 4. Kissing a dream (off vocal)                      | PCCG-90042 (Edición Limitada) PCCG-90043 (Edición Regular)        |
| 3 | 21 de abril de 2010   | Horizon                                              | 1. Horizon - Tema de apertura del juego de PC "Hakugin no Karu to Sōkū no Joō" 2. regret - Tema principal del programa de radio web "Imai Asami no Singer Song Gamer" 3. Horizon (off vocal) 4. regret (off vocal)                                                                                  | VGCD-1047                                                         |
| 4 | 22 de julio de 2010   | Shangri-La                                           | 1. Shangri-La - Tema de apertura del juego de PSP "Corpse Party: Blood Covered - Repeated Fear" 2. Hon no Sukoshi no Shiawase - Tema de cierre del juego de Xbox360 "Memories Off Yubikiri no Kioku" 3. Shangri-La (off vocal) 4. Hon no Sukoshi no Shiawase (off vocal)                            | VGCD-1060 (Edición Limitada) VGCD-1063 (Edición Regular)          |
| 5 | 23 de febrero de 2011 | Frame Goshi no Koi                                   | 1. Frame Goshi no Koi - Tema de apertura de la OVA "Megane na Kanojo" 2. Yume no MAHOROBA 3. Frame Goshi no Koi (off vocal) 4. Yume no MAHOROBA (off vocal) 5. Shangri-La live ver. -Shibuya WWW / 2010.12.25-                                                                                      | FVCG-1144                                                         |
| 6 | 25 de mayo de 2011    | Enrai                                                | 1. Enrai - Tema de cierre del juego de Xbox360 "EVER17" 2. Omoi no Hane ～Angelic White～ - Tema de apertura del juego de PSP "Hakuisei Renai Shokogun" 3. Enrai (off vocal) 4. Omoi no Hane ～Angelic White～ (off vocal)                                                                          | FVCG-1154                                                         |
| 7 | 3 de agosto de 2011   | Hana no Saku Basho                                   | 1. Hana no Saku Basho - Tema de apertura del juego de PSP "Corpse Party: Book of Shadows" 2. Promised Land - Tema de cierre del juego de Xbox360 "Dunamis 15" 3. Shangri-La - ballad ver. - 4. Hana no Saku Basho (off vocal) 5. Promised Land (off vocal) 6. Shangri-La - ballad ver. -(off vocal) | FVCG-1167 (Edición Limitada, con DVD) FVCG-1168 (Edición Regular) |
| 8 | 25 de abril de 2012   | Hasta la Vista                                       | 1. Hasta la Vista 2. Gābera - Kotoshi no Hana 3. Crescendo 4. Hasta la Vista - off vocal - 5. Gābera - Kotoshi no Hana - off vocal - 6. Crescendo - off vocal - | SVWC-7843 (Edición Regular)                                       |
| 9 | 25 de julio de 2012   | Limited Love                                         | 1. Limited Love - Tema de apertura del juego de PSP "Corpse Party The Anthology: Sachiko’s Game of Love Hysteric Birthday 2U" 2. Mikazuki Iro 3. Limited Love - off vocal 4. Mikazuki Iro - off vocal                                                                                               | SVWC-7878-7879 (Edición Limitada) SVWC-7880 (Edición Regular)     |

### Álbumes
|   | Fecha de salida         | Título             | Identificación                                                                                            |
| - | ----------------------- | ------------------ | --- |
| 1 | 23 de noviembre de 2010 | COLOR SANCTUARY    | PCCG-90053 (Edición Limitada, con BD) PCCG-90054 (Edición Limitada, con DVD) PCCG-90055 (Edición Regular) |
| 2 | 30 de noviembre de 2011 | aroma of happiness | SVWC-7809〜7810 (Edición Especial BD) SVWC-7811〜7812 (Edición Especial DVD) SVWC-7813 (Edición Regular)  |

### Live
| Año  | Título                                   | Fecha/Lugar del concierto   |
| ---- | ---------------------------------------- | --------------------------- |
| 2010 | Asami Imai 1st Solo Live COLOR SANCTUARY | 25 de diciembre/Shibuya WWW |
| 2011 | Asami Imai (34) Birthday Live            | 15 de mayo/Shibuya O-EAST   |